# Irlands ambassad i Stockholm
Irlands ambassad i Stockholm (även Irländska ambassaden) är Irlands diplomatiska representation i Sverige. Ambassadör sedan 2020 är Austin Gormley. Ambassaden upprättades 1946. Diplomatkoden på beskickningens bilar är BY.

## Fastigheter
Ambassaden är sedan 2010 belägen på Hovslagargatan 5 i det Hellstrandska huset på Blasieholmen. Tidigare adresser är Strandvägen 17 mellan 1947 och 1957, Grev Turegatan 26 mellan åren 1958 och 1965 och Östermalmsgatan 97 mellan åren 1966 och 2010.

## Beskickningschefer
| Namn                  | Period    | Funktion   | Anmärkning                                      |
| --------------------- | --------- | ---------- | ----------------------------------------------- |
| Timothy Joseph Horan  | 1967–1973 | Ambassadör | Sidoackrediterad till Helsingfors.              |
| Mary Catherine Tinney | 1973–1978 | Ambassadör | Sidoackrediterad till Helsingfors och Warszawa. |
| James Joseph Carroll  | 2012–2015 | Ambassadör |                                                 |
| Orla O'Hanrahan       | 2015–2017 | Ambassadör |                                                 |
| Dympna Hayes          | 2017–2020 | Ambassadör |                                                 |
| Austin Gormley        | 2020–     | Ambassadör |                                                 |